# Geōrgios Kantimirīs
Geōrgios Kantimirīs (in greco Γεώργιος Καντιμοίρης; Rodi, 19 settembre 1982) è un ex calciatore greco, di ruolo portiere.